# Hermes (Schiff, 1956)
Die Hermes war ein Kreuzfahrtschiff der griechischen Royal Olympic Cruises, das 1956 als Jugoslavija für den Liniendienst vor der Küste Jugoslawiens in Dienst gestellt wurde. Das Schiff blieb bis 2005 in Fahrt und wurde nach sechs Jahren Liegezeit 2011 in der Türkei abgewrackt.

## Geschichte
Die Jugoslavia wurde unter der Baunummer 130 bei Brodosplit in Split gebaut und am 5. Juli 1955 vom Stapel gelassen. Nach der Übernahme durch Jadrolinija im August 1956 wurde das Schiff im Liniendienst vor der Küste Jugoslawiens in Dienst gestellt. Die Jugoslavija war eines von drei baugleichen Schwesterschiffen.
Nach fünfzehn Jahren im Liniendienst übernahm die französische Euroexpomer S.A. das Schiff unter dem Namen Messager. Sie kam unter diesem Namen jedoch nie in Fahrt, sondern ging stattdessen 1976 als Hermes an die griechische Epirotiki Lines, um fortan für Kreuzfahrten im Mittelmeer eingesetzt zu werden. 1979 ging die Hermes an Hellenic Mediterranean Cruises, wurde jedoch weiter von Epirotiki bereedert.
Nach der Fusion von Epirotiki mit der Sun Lines zu Royal Olympic Cruises ging das Schiff automatisch in deren Besitz über und blieb bis zur Insolvenz der Reederei 2004 in Fahrt. Die Hermes wurde im Februar 2005 von Short Island Cruises übernommen, jedoch nach nur wenigen Fahrten in Piräus aufgelegt. Nach sechs Jahren Liegezeit in Piräus traf das Schiff am 23. Februar 2011 im türkischen Aliağa, um dort abgewrackt zu werden.
Die Schwesterschiffe der Jugoslavija waren die 2005 abgewrackte Jedinstvo sowie die 2015 abgewrackte Jadran.